# Adolf Ferdinand Wenceslaus Brix
Pour les articles homonymes, voir Brix (homonymie).
Adolf Ferdinand Wenceslaus Brix (1798, Wesel — 1870, Berlin) est un ingénieur et mathématicien prussien. On a donné son nom à l'échelle de Brix (°Bx) qu'il a élaborée.

## Biographie
Brix fait une carrière en tant que fonctionnaire dans les métiers liés au génie civil, aux mesures et à la fabrication (1827 Bauconducteur, 1834 Fabriken-Commisionsrat, 1853 geheimer Regierungsrat). Il prend sa retraite en 1866 quand il est promu geheimer Oberregierungsrat.
Il a été le directeur de la Commission Royale Prussienne des Mesures et membre d'un comité technique du Ministère du Commerce. Il a également enseigné les mathématiques appliquées au Gewerbeinstitut zu Berlin de 1828 à 1850. Il a aussi enseigné l'analyse et les mathématiques appliquées à l'Académie d'architecture de Berlin.

## Publications
- Lehrbuch der Statik und Mechanik, 1831, 2nd edition 1849, supplement 1843
- Über Festigkeit und Elasticität der Eisendrähte, 1847
- Über den Widerstand der Fuhrwerke, 1850
- Über Alkoholometrie, 1850, 1851, 1856